# Woiwodschap Poznań
Het woiwodschap Poznań  (Pools: Województwo Poznańskie) was van de 14e eeuw tot de Tweede Poolse Deling van 1793 een woiwodschap van Polen. Het omvatte het gebied rondom de stad Poznań en bestond uit een deel van de historische regio Groot-Polen. Het Netzedistrict moest men in 1772 aan het Koninkrijk Pruisen afstaan naar aanleiding van de Eerste Poolse Deling.
In de hoofdstad Poznań  dit woivodschap was ook een van de twee kroontribunalen van het Koninkrijk Polen te vinden, in dit geval het provinciale kroontribunaal van Groot-Polen. Dit kroontribunaal bestond tussen 1764 en 1793 tot de Tweede Poolse Deling en daarna werd opgedoekt door de nieuwe machthebber: het Koninkrijk Pruisen. In 1764 was het kroontribunaal verplaatst vanuit de stad Piotrków Trybunalski, in het toenmalige Groot-Poolse woiwodschap Sieradz, waar het zich sinds 1578 had bevonden.